# Auto-support et réduction des risques parmi les usagers et ex-usagers de drogues
L'association Auto-support et réduction des risques parmi les usagers et ex-usagers de drogues (ASUD) est une association loi de 1901 créée en 1992 regroupant des usagers ou ex-usagers de drogues. L'association cherche à changer « l’image des usagers de drogues » et « la loi qui pénalise l’usage simple et privé des adultes ». Son action s'inscrit dans le cadre des politiques publiques dites de Réduction des Risques pour usagers et usagères de drogues (en France, la Loi du 9 août 2004,, modifiée par la Loi n° 2016-41 du 26 janvier 2016).

## Histoire
En novembre 1991, Adballah Toufik, éducateur, constatant que des associations d'usagers de drogues existent dans d'autres pays européens, décide de réunir un groupe similaire en France,. Un groupe composé de Philippe Marchenay, Gilles et Phuong Charpy, bientôt rejoint par Jean René Dard, se constitue autour d'un projet de journal fait par et pour les consommateurs de substances illicites. Dans le n°1 du magazine Asud journal paru en juin 1992 Phuong Thao-Charpy écrit : « le scoop c'est notre existence même... ». La création d'ASUD, quoique contraire aux dispositions de la loi du 31 décembre 1970, est cependant rendue possible grâce au soutien de l'Agence française de lutte contre le Sida (AFLS), organisme public impulsé par Simone Veil. Un an plus tard, en 1993, l’association est déposée en préfecture,,
ASUD est membre fondateur de « Limiter la casse »,, le réseau qui va populariser en France l'idée même de réduction des risques. Fondée en 1993 à l'initiative de la sociologue Anne Coppel avec l'appui de  AIDES et de Médecins du monde, l'association choisit Fabrice Olivet, l'un des Asudiens historiques, comme premier président en titre,.
La diffusion du journal suscite des vocations qui aboutissent à la création de filières d'ASUD. Des groupes s'auto-organisent à Marseille, Nîmes, Brest, Bordeaux (bus itinérant, boutique), Avignon, Montpellier, Le Mans, Nantes, Orléans, ... (22 groupes en 1999). Le siège de l'association est situé à Paris, soutenu financièrement et politiquement par la division sida du ministère de la Santé. Les groupes locaux d'ASUD tentent de se structurer sur le mode militant en signant une convention avec la coordination parisienne. Paradoxalement, c'est la loi de 2004 qui va rendre inéligibles aux critères professionnels du secteur médico-social la plupart des groupes régionaux d'ASUD, appelés « boutiques » ou « échanges de seringues », qui s'avèrent majoritairement incapables de se transformer en CAARUD. En 2021, en plus de l'association fondatrice parisienne, il n'existe plus que deux groupes en région: ASUD Mars Say Yeah, et Asud Nîmes.

### Salle de consommation de Montpellier
Pendant quelques mois, entre 1994 et 1995, le groupement local de ASUD à Montpellier ouvre une Salle de consommation à moindre risque, rue du Pont de Lattes. Soutenue par les collectivités locales (dont le maire Georges Frêche) mais pas par le Ministère de la Santé, le projet aura un fort retentissement médiatique, avant de fermer en juillet 1995, à la suite du malaise d'une adolescente,.
Le 7 mai 2009, ASUD, appuyé sur un collectif d'associations, ouvre dans ses locaux une « vraie fausse salle de consommation à moindres risques », opération qui aura pour résultat de long terme la création de la salle Jean Pierre LHOMME, gérée par GAÏA-Paris.
En 2017, l'association réitère l'action, avec l'installation temporaire d'une « salle de réduction des risques » boulevard Longchamp à Marseille.

### Agrément de santé publique
Initialement définie comme une association de lutte contre le VIH regroupant des usagers ou ex-usagers de drogues, ASUD devient, dès 2001, une association se voulant représentative des patients pris en charge par le système de santé pour des questions relatives à leur usage ou dépendance aux drogues. Depuis 2007, ASUD est agrée au niveau national pour représenter les usagers dans les instances hospitalières ou de santé publique.

## Activités
Sur son site internet, l'association déclare pour but : « Changer l’image des usagers de drogues dans la société et à leurs propres yeux . Changer la loi qui pénalise l’usage simple et privé des adultes. Transformer les "toxicos" en citoyens comme les autres, bénéficiaires de droits et  de devoirs. »
ASUD affirme vouloir « représenter le moins mal possible les intérêts des usagers de drogues, et les intérêts des usagers du système de soins pris en charge pour des questions des drogues » précisant que « il s’agit également d’informer les familles, les professionnels du soin, les élus locaux et plus généralement l’entourage des usagers de drogues  de l’intérêt qu’il y a de considérer l’abus de substances comme une pathologie  et non comme un crime ». Dans un autre texte  ASUD  affirme que : « la revendication de l’usage des drogues comme droit légitime et imprescriptible protégé par la déclaration des droits d l’homme et du citoyen de 1789 doit être envisagée pour des raisons morales mais aussi pour des impératifs de santé publique ».

### Activités de représentation
Au sein d'instances publiques nationales de consultation, ASUD participe à la commission nationale Traitements et Réduction des Risques en Addictologie (T2RA) de la Direction générale de la Santé ainsi qu'à la Commission des Stupéfiants et des psychotropes de l'Agence nationale de sécurité du médicament et des produits de santé.
En parallèle, ASUD organise depuis 2006 les États-Généraux des Usagers de Substances (EGUS), afin de  promouvoir la parole des personnes concernées.
Depuis 2013 à Paris, ASUD a organisé l'Observatoire du droit des usagers (ODU) afin de « recueillir l’expression des attentes et des besoins pour améliorer l’accès aux dispositifs de soins des usagers et ex-usagers de substances psychoactives ». En 2015, l’Observatoire régional des Droits des Usagers est étendu à la région Provence-Alpes-Côte d'Azur par la succursale marseillaise de ASUD.

### Journal
Très rapidement, le Journal rencontre son lectorat en s'étendant au-delà des questions directement relatives au VIH/SIDA et à l'hépatite C, en abordant la question toute nouvelle alors des traitements de substitution aux opioïdes (TSO), mais aussi et surtout la Réduction des risques et de dépénalisation. Le rédacteur en chef Jean-René Dard, en association avec le dessinateur Pierre Ouin, donne au journal un ton nouveau pour parler de drogues, à la fois humoristique et militant. En quelques années, le tirage passe de 5000 à 20 000 exemplaires distribués gratuitement partout en France. ASUD Journal est la publication biannuelle officielle de l'association depuis, en partie grâce à des financements publics,, mais aussi au Sidaction. Le premier journal paraît en juin 1992, avec le slogan « Journal Prévention santé et droit de l’homme », slogan qui est modifié ensuite pour devenir « Le Journal des drogués heureux », en référence humoristique au bestseller de Claude Olievenstein.
La revue traite de questions variées et a servi de tribune pour des personnalités telles que la politologue américaine Michelle Alexander ou le professeur de neurobiologie DR Carl Hart pour lancer le débat sur les incidences raciales de la Guerre à la drogue, et a été la source de controverses, en particulier à la suite des Questions au gouvernement des députés Bernard Debré et Marc Le Fur, relayés par l'hebdomadaire Valeurs Actuelles,, accusant ASUD de faire « l'apologie de la consommation de produits stupéfiants », à la suite de la publication d'un test comparatif de 50 produits stupéfiants dans le numéro 50 de la revue ASUD Journal.
Les dernières pages du journal contiennent une liste de services sanitaires et sociaux et de réduction des risques (CSAPA, CAARUD, etc.) destinés aux personnes faisant usage de drogues, dans toute la France.

### Association avec les milieux universitaires
Entre 2015 et 2019, ASUD a collaboré avec l'École des hautes études en sciences sociales (EHESS) pour l'organisation des séminaires « Vivre avec les drogues. Consommations et prohibition des drogues : approches transversales »,,

### À l'étranger
ASUD est affiliée aux réseaux international et européen des personnes faisant usage de drogues : International Network of People who Use Drugs (INPUD) et European Network of People Using Drugs (EuroNPUD). ASUD est aussi membre de Correlation, un réseau européen sur la Réduction des risques liés aux drogues.